# Autoroute A 831

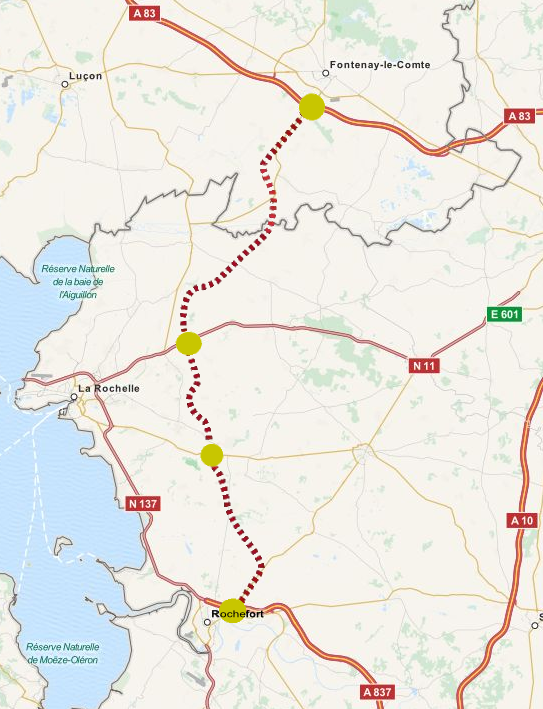
Geplanter Verlauf der A 831

Die Autoroute A 831 war eine geplante französische Autobahn, die die Autobahnen A 837 und A 83 zwischen Rochefort im Département Charente-Maritime und Fontenay-le-Comte im Département Vendée verbinden sollte. Die Gesamtlänge der Autobahn sollte 63 km erreichen. 2015 wurde das Projekt wieder verworfen.

## Geschichte
Das im Juli 2005 als gemeinnützig eingestufte Projekt sollte als Teil der Route des Estuaires („Ästuar-Straße“), einer an der französischen Atlantikküste von der belgischen Grenze bei Dünkirchen über Calais, Caen, Rouen, Rennes, Nantes und Bordeaux bis Bayonne und zur Grenze mit Spanien im Süden führenden Autobahnverbindung, die Reisezeit zwischen Nantes und Bordeaux verkürzen. Es sollte unter der Federführung eines privaten Konzessionärs stehen. Im Januar 2012 wurde vom französischen Verkehrsministerium eine Absichtserklärung zur Finanzierung veröffentlicht. Demnach sollten von den angenommenen Kosten in Höhe von 900 Millionen Euro 400 Millionen aus öffentlichen Mitteln finanziert werden, davon zwei Drittel vom Zentralstaat, der Rest von den lokalen Gebietskörperschaften. Für Umweltschutzmaßnahmen zur Durchquerung der Sumpfregion Marais Poitevin wurden zusätzliche 125 Millionen Euro veranschlagt, von denen der Zentralstaat ein Drittel übernehmen sollte.
Die Autobahnplanung wurde 2015 jedoch wieder verworfen, nachdem Präsident François Hollande die Einstufung als gemeinnützig nicht verlängert hatte. Dem vorausgegangen war ein Streit zwischen Umweltministerin Ségolène Royal, die das Projekt blockierte, und Premierminister Manuel Valls, der es fortführen wollte. Kritisiert wurde das Projekt von Royal und von Umweltschutzverbänden u. a., da die Straße durch das Marais Poitevin und den dortigen regionalen Naturpark führen sollte, sowie aus Finanzierungsgründen.